# Tragogomphus ellioti
Tragogomphus ellioti là loài chuồn chuồn trong họ Gomphidae. Loài này được Legrand mô tả khoa học đầu tiên năm 2002.